# 昂古萊姆主教座堂
昂古萊姆主教座堂（法語：Cathédrale Saint-Pierre d'Angoulême）是位於法國夏朗德省昂古萊姆的一座教堂，為法國羅馬式建築和雕刻藝術的代表作。昂古萊姆大教堂也是天主教昂古萊姆教區的主教座堂。現在的大教堂建築主要修建於1110年至1128年期間，但之後又得到了擴建。1866年至1885年期間，教堂得到了修復。